# Xerospermophilus mohavensis
Espèce
Statut de conservation UICN

 NT  : Quasi menacé
Le spermophile mohave (Xerospermophilus mohavensis) est une espèce de mammifères rongeurs de la famille des Sciuridés. Cette espèce est endémique de Californie aux États-Unis.

## Description
Il n'y a pas de dimorphisme sexuel. L'adulte mesure entre 21 et 23 cm de long pour un poids de 85 à 130 g. La queue mesure de 4,2 à 7,2 cm de long.

## Répartition et habitat
Le spermophile mohave est endémique du désert des Mojaves dans l'état de Californie aux États-Unis. Son aire de répartition est fragmentée. Il est présent entre 600 et 1 800 m d'altitude.

## Comportement
Cette espèces est diurne et solitaire. Elle entre en estivation (hibernation ayant lieu durant la période la plus chaude de l'année) entre juillet et septembre. Elle entre alors en léthargie et sa température corporel chute jusqu'à atteindre entre 20 et 30 °C. Cette dormance se termine en février.

## Alimentation
Le spermophile mohave est omnivore, il se nourrit graines, de fleurs, de feuilles et d'arthropodes. Les graines de Yucca brevifolia semblent être son aliment favori, elles ne sont pas souvent disponibles car cet arbre ne fleurit pas tous les ans. Il consomment également d'autres espèces végétales comme Astragalus lentiginosus, Eremalche exilis, Schismus arabicius, Baileya pleniradiata, Langloisia matthewsii, Gilia et Atriplex. Les arthropodes représente 5 à 8 % de son alimentation, il se nourrit notamment d'orthoptères, de fourmis et de coléoptères.

## Reproduction
Les comportements reproducteurs du spermophile mohave sont peu connus. Aucune observation à l'intérieur des terriers n'a pu être effectuée. La femelle atteint la maturité sexuelle vers 1 an et le mâle vers 2 ans. La saison de reproduction dure de février à mars, la copulation semble avoir lieu dans le terrier du mâle. La gestation dure environ un mois. La femelle donne naissance à une portée de 4 à 9 petits entre fin mars et début avril. Les petits naissent aveugles, sourds et quasiment nus à l'exception de quelques poils sur la tête. Ils sortent du terrier entre fin avril et mi-mai, ils continuent néanmoins à être allaités jusqu'à fin mai.